# Miriam Feuersinger
Miriam Feuersinger (* 1978) ist eine österreichische Sängerin (Sopran).

## Leben und Wirken
Miriam Feuersinger wuchs in Bregenz auf, an der dortigen Musikschule erhielt sie die musikalische Grundausbildung. Ihr Gesangsstudium verfolgte sie am Vorarlberger Landeskonservatorium und anschließend bei Kurt Widmer an der Musik-Akademie der Stadt Basel, wo sie mit Auszeichnung abschloss.
Ihr Schaffen umfasst insbesondere das Spektrum geistlicher Musik vom Barock bis zur Spätromantik, aber auch den Bereich des Liedes. Einen Schwerpunkt bildet das Kantaten- und Passionswerk von Johann Sebastian Bach.
Im Jahr 2014 initiierte sie die Reihe „Bachkantaten in Vorarlberg“. Dort werden unter der musikalischen Leitung durch Thomas Platzgummer dreimal jährlich in je zwei Konzerten zwei Kantaten Bachs in solistischer Besetzung aufgeführt. Bislang (Stand Juli 2018) waren dies BWV 22, BWV 30, BWV 32, BWV 44, BWV 49, BWV 61, BWV 65, BWV 72, BWV 75, BWV 76, BWV 80, BWV 84, BWV 92, BWV 93, BWV 99, BWV 106, BWV 147, BWV 150, BWV 165, BWV 166, BWV 167, BWV 170, BWV 176,  BWV 180 und BWV 194.
Feuersinger arbeitet in der Alten Musik zusammen mit Interpreten wie Jörg-Andreas Bötticher, Laurent Gendre, Sigiswald Kuijken, Peter Kooij, Ton Koopman, Václav Luks, Rudolf Lutz und Hans-Christoph Rademann. Mit ihr spielende Barockensembles und -orchester sind beispielsweise das Collegium 1704, die Nederlandse Bachvereniging, das Freiburger Barockorchester, L’arpa festante, L’Orfeo Barockorchester, La Cetra, Les Cornets Noirs, Capricornus Consort Basel, Il Concerto Viennese, Concerto Stella Matutina, Capriccio Basel sowie Chor und Orchester der J. S. Bach-Stiftung.
Sie ist aufgetreten in der Berliner Philharmonie, im Konzerthaus Freiburg, in der Liederhalle Stuttgart und im Wiener Musikverein. Schon mehrmals sang sie in den Gotteshäusern Martinskirche (Basel), Basler Münster, Pauluskirche (Basel), Peterskirche (Basel), Predigerkirche (Basel), Herz-Jesu-Kirche (Bregenz), Kreuzkirche am Ölrain (Bregenz), Dompfarrkirche Feldkirch,
Propstei St. Gerold, Klosterkirche Muri, St. Johann Schaffhausen, Reformierte Kirche Trogen und St. Peter (Zürich).
Ihre durch Radio SRF 2 Kultur koproduzierte, mit mehreren Preisen ausgezeichnete Aufnahme von Solokantaten Christoph Graupners beinhaltet drei Welt-Ersteinspielungen.

## Auszeichnungen (Auswahl)
- 2014: ECHO Klassik, Solistische Einspielung des Jahres/Gesang, für CD Graupner: „Himmlische Stunden, selige Zeiten.“[16][17]
- 2014: Preis der deutschen Schallplattenkritik, für CD Graupner: „Himmlische Stunden, selige Zeiten.“[18]
- 2022: Opus-Klassik-Preis für Solistische Einspielung Gesang[19]

## Diskografie (Auswahl)
CDs
- Johann Sebastian Bach: Missae breves BWV 234 und 235. Miriam Feuersinger (Sopran), Alex Potter (Altus), Hans Jörg Mammel (Tenor), Markus Volpert (Bass); Ensemble Orlando Fribourg, La Cetra Barockorchester Basel. Claves, 2009.
- Johann Sebastian Bach: Celebration Cantatas –  Entfliehet, ihr Sorgen. BWV 205a (Blast Lärmen, ihr Feinde, „Krönungskantate“; Welt-Ersteinspielung) und 249a (Entfliehet, verschwindet, entweichet, ihr Sorgen, „Schäferkantate“; Rekonstruktion: Alexander Grychtolik). Miriam Feuersinger (Sopran), Elvira Bill (Alt), Daniel Johannsen (Tenor), Stephan MacLeod (Bass); Deutsche Hofmusik, Alexander Grychtolik. Deutsche Harmonia Mundi, 2019.
- Dieterich Buxtehude: Opera omnia XVIII. Vokalwerke 8. Miriam Feuersinger, Bettina Pahn und Dorothee Wohlgemuth (Sopran), Maarten Engeltjes (Alt), Tilman Lichdi (Tenor), Klaus Mertens (Bass), Amsterdam Baroque Orchestra & Choir, Ton Koopman. 2 CDs. Challenge Classics, 2013.
- Dieterich Buxtehude: Opera Omnia XIX. Vokalwerke 9. Miriam Feuersinger, Dorothee Wohlgemuth, Bettina Pahn und Amaryllis Dieltiens (Sopran), Maarten Engeltjes (Altus), Tilman Lichdi (Tenor), Klaus Mertens (Bass), Amsterdam Baroque Choir, Amsterdam Baroque Orchestra, Ton Koopman. Challenge Classics, 2013.
- Dieterich Buxtehude: Opera Omnia XX. Vokalwerke 10. Bettina Pahn, Dorothee Wohlgemuth, Amaryillis Dieltiens, Verena Gropper, Gerlinde Sämann und Miriam Feuersinger (Sopran), Maarten Engeltjes (Altus), Tilman Lichdi und Joost van der Linden (Tenor), Klaus Mertens (Bass), Amsterdam Baroque Orchestra & Choir, Ton Koopman (Leitung und Orgel). Challenge Classics, 2013.
- Philipp Heinrich Erlebach: „Süße Freundschaft, edles Band.“ (Arie Meine Seufzer, für Sopran, Streicher und Basso continuo; Duett Süße Freundschaft, edles Band; u. a.) Miriam Feuersinger (Sopran), Franz Vitzthum (Countertenor), Capricornus Consort Basel. Christophorus, 2012.[20]
- Johann Melchior Gletle: Marienvesper. Regula Konrad, Miriam Feuersinger (Sopran), Peter Kennel (Altus), Valentin J. Gloor (Tenor), Stefan Vock (Bass), Bläserensemble „Il Desiderio“, Streicherensemble, Collegium Vocale Lenzburg, Thomas Baldinger (Leitung). Livemitschnitt. MGB, 2005.[21]
- Christoph Graupner: „Himmlische Stunden, selige Zeiten.“ Solokantaten Angst und Jammer, GWV 1145/11, Furcht und Zagen, GWV 1102/11b, Ich bleibe Gott getreu, GWV 1106/19 und Ach Gott und Herr, GWV 1144/11, Tombeau aus Ouverture c-moll GWV 413. Miriam Feuersinger (Sopran), Capricornus Consort Basel. Christophorus-Verlag, 2013.[22][23][24][25]
- Christoph Graupner: Duo-Kantaten. Miriam Feuersinger (Sopran) und Franz Vitzthum (Countertenor), Capricornus Consort Basel. Christophorus, 2018.[26]
- Niccolò Jommelli: Requiem & Miserere. Miriam Feuersinger, Gudrun Sidonie Otto (Sopran), Helen Charlston, Gaia Petrone (Alt), Daniel Johannsen, Valerio Contaldo (Tenor), Sebastian Myrus, Wolf-Matthias Friedrich (Bass), Il Gardellino (Vokalensemble u. Orchester), Peter van Heyghen (Leitung). Passacaille, 2020.
- Georg Muffat: Missa in labore requies. Antonio Bertali, Johann Heinrich Schmelzer, Heinrich Ignaz Franz Biber: Kirchensonaten. Miriam Feuersinger, Stephanie Petitlaurent (Sopran), Alex Potter, William Purefoy (Altus), Hans Jörg Mammel, Manuel Warwitz (Tenor), Markus Flaig, Lisandro Abadie (Bass), Cappella Murensis, Trompetenconsort Innsbruck, Les Cornets Noirs, Johannes Strobl (Leitung). Aufgenommen in der Klosterkirche Muri. Audite, 2016.[27]
- Georg Philipp Telemann: Festive Cantatas. (Festliche Kantaten.) (Der Herr lebet, TvWv 1:284; Ehr und Dank sey Dir gesungen, TvWV 1:413, Der Geist gibt Zeugnis, TvWv 1:243). Miriam Feuersinger (Sopran; in TvWv 1:284), Franz Vitzthum (Countertenor), Klaus Mertens (Bass), Collegium vocale Siegen, Hannoversche Hofkapelle, Ulrich Stötzel (Leitung). Hänssler, 2014.[28]
- Baldassare Vialardo: Missa Vestiva i colli. Mit Kompositionen über das Madrigal Vestiva i colli von Adriano Banchieri, Giovanni Paolo Cima, Ignazio Donati, Michel’Angelo Grancini, Francesco Rognoni und Bartolomé De Selma y Salaverde. Miriam Feuersinger (Sopran), Hans Jörg Mammel (Tenor), William Dongois (Zink; Improvisation), Musica Fiorita, Daniela Dolci (Cembalo, Orgel und Leitung). Christophorus, 2015. (Missa von Vialardo als Ersteinspielung).
- La Dresda galante. Werke von Wilhelm Friedemann Bach, Johann Adolph Hasse (Motette Alta nubes illustrata), Johann David Heinichen, Giovanni Alberto Ristori (Kantate Lavinia a Turno) und Antonio Vivaldi. Miriam Feuersinger (Sopran), Renate Steinmann (Konzertmeisterin), Jermaine Sprosse (Cembalo), Zürcher Barockorchester. Klanglogo, 2013.[29][30]
- Dess sich wunder alle Welt – Lieder zum Advent. Gesänge zu den vier Adventssonntagen von Eustache du Caurroy, Johann Eccard,  Heinrich Finck, Christoph Graupner, Hans Leo Hassler, Heinrich Isaac, Orlando di Lasso, Hans-Jörg Kalmbach, Lucas Osiander, Jacob Praetorius, Michael Praetorius, Andreas Raselius, Balthasar Resinarius, Samuel Scheidt, Johann Stadlmayr, Franz Tunder und Melchior Vulpius. Miriam Feuersinger (Sopran), Daniel Schreiber (Tenor), „Les Escapades“ (Sabine Kreutzberger, Adina Scheyhing, Franziska Finckh, Barbara Pfeifer (Viola da Gamba), Evelyn Laib (Orgel)). Christophorus, 2015.[31]
- Herzens-Lieder. Johann Sebastian Bach: Kantate Mein Herze schwimmt im Blut, BWV 199; Christoph Graupner: Kantate Mein Herz schwimmt in Blut, GWV 1152/12b; Johann Kuhnau: Kantate Weicht, ihr Sorgen, aus dem Hertzen; Georg Philipp Telemann: Quartett G-Dur, TWV 43: G5. Miriam Feuersinger (Sopran), Capricornus Consort Basel. Christophorus, 2015.[32]
- Sacred Salterio. Lamentations of the Holy Week for soprano, salterio obligato & basso continuo. Werke von Anonymi (18. Jh.), D. Domenico Merola (18. Jh.) und Gennaro Manna (1715–1779). Miriam Feuersinger (Sopran), „Il Dolce Conforto“, Jonathan Pesek (Violoncello), Deniel Perer (Orgel), Franziska Fleischanderl (Salterio und Leitung). Christophorus, 2017.[33]
- Johann Rosenmüller: Habe deine Lust an dem Herren. Dazu: ders: Wie der Hirsch schreiet nach frischem Wasser. Ist Gott für uns. Johann Balthasar Erben: Ich freue mich im Herrn. Georg Christoph Strattner: Herr, wie lange willst du mein so gar vergessen. Augustin Pfleger: O barmherziger Vater. Christian Flor: Es ist gnug. Nicolaus Adam Strungk: Sonata a 6 Viol. Antonio Bertali: Sonata à 6. Giovanni Legrenzi: Sonata quinta [...] Miriam Feuersinger, „Les Escapades“ (Cosimo Stawiarski, Christoph Riedo (Violine), Sabine Kreutzberger, Franziska Finckh, Adina Scheyhing, Barbara Pfeifer (Viola da Gamba), Simon Linné (Theorbe), Evelyn Laib (Orgel)). Christophoruns, 2018.[34][35]
- Giuseppe Peranda: Sacred Music from Dresden. (Missa in a, Repleti sunt omnes, Accurite gentes, Timor et tremor, Factum est proelium; Vincenzo Albrici: Sinfonia à 2; David Pohle: Sonata à 6.) Miriam Feuersinger, Maria Cristina Kiehr (Sopran), Alex Potter (Altus), Raphael Höhn, Jakob Pilgram (Tenor), Markus Flaig (Bass), Abendmusiken Basel, Jörg-Andreas Bötticher (Orgel und Leitung). Coviello Classics, 2018.
- Johann Sebastian Bach: „Ich bin vergnügt...“ – Kantaten BWV 51, 82, 84. Miriam Feuersinger; Capricornus Consort Basel (Leitung Peter Barczi). Christophorus, 2022.

DVDs
- Johann Sebastian Bach: Du wahrer Gott und Davids Sohn. Kantate BWV 23. Miriam Feuersinger (Sopran), Markus Forster (Altus), Jens Weber (Tenor), Fabrice Hayoz (Bass); Chor und Orchester der J. S. Bach-Stiftung, Norbert Zeilberger (Orgel), Rudolf Lutz (Leitung). Samt Einführungsworkshop sowie Reflexion von Konrad Hummler. Gallus-Media, 2010.
- Johann Sebastian Bach: Falsche Welt, dir trau ich nicht. Kantate BWV 52. Miriam Feuersinger (Sopran), Chor und Orchester der J. S. Bach-Stiftung, Rudolf Lutz (Leitung). Samt Einführungsworkshop sowie Reflexion von Michael Guggenheimer. Gallus Media, 2015.[36]
- Johann Sebastian Bach: O Ewigkeit, du Donnerwort. Kantate BWV 60. Miriam Feuersinger (Sopran), Claude Eichenberger (Alt), Bernhard Berchtold (Tenor), Markus Volpert (Bass); Schola Seconda Pratica, Rudolf Lutz (Leitung). DVD. Gallus-Media, 2008. (Auch als CD: Bach-Kantaten N° 2 (mit BVW 22 und 34).)
- Johann Sebastian Bach: Siehe, ich will viel Fischer aussenden. Kantate BWV 88. Miriam Feuersinger (Sopran), Ruth Sandhoff (Alt), Andreas Weller (Tenor), Markus Volpert (Bass); Orchester der J. S. Bach-Stiftung, Rudolf Lutz (Leitung und Cembalo). Samt Einführungsworkshop sowie Reflexion von Isabelle Graesslé. Gallus-Media, 2009.
- Johann Sebastian Bach: Wer nur den lieben Gott läßt walten. Kantate BWV 93. Miriam Feuersinger (Sopran), Jan Börner (Altus), Julius Pfeifer (Tenor), Markus Volpert (Bass); Chor und Orchester der J. S. Bach-Stiftung (mit Norbert Zeilberger (Orgel)), Rudolf Lutz (Leitung und Cembalo). Samt Einführungsworkshop sowie Reflexion von Michael von Brück. Gallus-Media, 2011. (Auch als CD: Bach-Kantaten N°. 14. (mit BWV 119 und 163).)
- Johann Sebastian Bach: Lobe den Herren, den mächtigen König der Ehren. Kantate BWV 137. Miriam Feuersinger (Sopran), Claude Eichenberger (Alt), Johannes Kaleschke (Tenor), Markus Volpert (Bass); Chor und Orchester der J. S. Bach-Stiftung, Rudolf Lutz (Leitung und Orgel). Samt Einführungsworkshop sowie Reflexion von Martin Johann Stähli. Gallus-Media, 2011.
- Johann Sebastian Bach: Nur jedem das Seine. Kantate BWV 163. Miriam Feuersinger (Sopran), Markus Forster (Altus), Johannes Kaleschke (Tenor), Markus Volpert (Bass); Orchester der J. S. Bach-Stiftung, Rudolf Lutz (Leitung). Samt Workshop zur Werkeinführung, sowie musikalischer Reflexion von Roland Moser (Ach! aber ach! Nach-Denken über die Kantate „Nur jedem das Seine“ von J. S. Bach und S. Franck in Form eines instrumental-vokalen Rezitativs mit Choral für vier Solo-Stimmen, sechs Streichinstrumente und Orgel.) Gallus-Media, 2013. (Auch als CD: Bach-Kantaten N°. 14. (mit BWV 93 und 119)).
- Johann Sebastian Bach: Leichtgesinnte Flattergeister. Kantate BWV 181. Miriam Feuersinger (Sopran), Alex Potter (Altus), Julius Pfeiffer (Tenor), Klaus Mertens (Bass); Orchester der J. S. Bach-Stiftung, Rudolf Lutz (Leitung und Cembalo). Samt Einführungsworkshop sowie Reflexion von Hildegard Elisabeth Keller. Gallus Media, 2015.[37]
- Johann Sebastian Bach: Du Friedefürst, Herr Jesu Christ. Kantate BWV 116. Miriam Feuersinger (Sopran), Elvira Bill (Alt), Julius Pfeiffer (Tenor), Stephan MacLeod (Bass), Chor und Orchester der J. S. Bach-Stiftung, Rudolf Lutz (Leitung). Samt Einführungsworkshop sowie Reflexion von Heidi Tagliavini. Gallus Media, 2016.[38]